# Ветшева, Вера Фёдоровна
Ве́ра Фёдоровна Ве́тшева (5 октября 1927, Карсун, Ульяновская губерния — 7 ноября 2020, Красноярск) — советский и российский инженер, исследователь ресурсосберегающих способов переработки древесины Сибири и Дальнего Востока, специалист в области деревообработки. Доктор технических наук, профессор. Профессор Сибирского государственного технологического университета. Действительный член РАЕН.

## Биография
Родилась 5 октября 1927 года в селе Карсун (ныне — Ульяновской области). В 1945 году окончила Карсунскую среднюю школу.
В 1950 году с отличием окончила Ленинградскую лесотехническую академию по специальности инженер-механик. В 1955 году там же окончила аспирантуру, успешно защитив диссертацию на соискание учёной степени кандидата технических наук по теме «Исследование допусков и припусков в лесопилении в связи с точностью работы основных станков».
С 1956 года преподавала в Сибирском технологическом институте в Красноярске (ныне Сибирский государственный технологический университет). В 1971—1990 годах заведовала созданной ею кафедрой технологии деревообработки. В этот период под её руководством на Красноярском дерево-обрабатывающем комбинате был открыт филиал кафедры, материальная база которого и ныне используется для учебных и научных целей.
В 1977 году по итогам защиты диссертации по теме «Теоретические и экспериментальные исследования раскроя крупномерных пиловочных брёвен хвойных пород Сибири и Дальнего Востока» за создание теории рационального раскроя крупномерного сырья Сибири и Дальнего Востока решением ВАК СССР В. Ф. Ветшевой присуждена учёная степень доктора технических наук, а также было присвоено учёное звание профессора. Впервые в её работе были теоретически и экспериментально обоснованы ресурсосберегающие способы переработки древесины Сибири.
В 1977—1981 годах В. Ф. Ветшева возглавляла специализированный Совет по защите кандидатских диссертаций, а в дальнейшем и по настоящее время — заместитель председателя Совета по защите кандидатских и докторских диссертаций.
С 1977 года и в течение 11 лет она возглавляла научное направление «Комплексная переработка древесины» региональной научно-технической программы «Сибирский лес» и до 1991 года являлась членом лесной секции Минвуза СССР и членом секции механической технологии древесины Головного Совета Минвуза РСФСР, членом координационного Совета ЦНИИМОД.
В 1981 году за успехи в научно-педагогической деятельности награждена орденом Дружбы народов (№ 23684) и нагрудным знаком Высшей школы «За отличные успехи в работе».
21 июня 1995 года избрана членом-корреспондентом РАЕН, а 25 октября 2000 года — академиком РАЕН.
В 1987 году занесена в Книгу Почёта вуза, а в 1995 году названа Человеком Года и по рейтингу подразделений представлена в портретной галерее учёных, внесших значительный вклад в развитие кафедры, факультета и вуза.
7 февраля 2002 года В. Ф. Ветшевой присвоено почётное звание «Заслуженный работник высшей школы Российской Федерации».

## Вклад в науку
Под руководством В. Ф. Ветшевой создана научная школа в области ресурсосберегающих способов переработки древесины Сибири, в рамках которой защищено 17 кандидатских диссертаций. Участвует в подготовке научных и инженерных кадров, в формировании научных программ, а также в работе в диссертационных советах по своей специальности.
Ею издано 205 трудов, в том числе 6 монографий, 7 альбомов технологических схем лесопильных цехов и графических материалов для расчёта поставов, 12 учебных пособий, из них 2 с грифом Госкомвуза для вузов лесотехнического профиля. Ссылки на её труды имеются во многих научных работах, связанных с раскроем древесины. Обоснованные ею допускаемые отклонения в размерах пиломатериалов отражены в действующих стандартах на пиломатериалы внутреннего рынка ГОСТ 8486-86 и в международных стандартах ГОСТ 26002-83 и 9302-83. Альбомы-руководства по составлению и расчёту поставов широко используются на предприятиях отрасли. 21 работа опубликована в сборниках трудов конференций с международным участием и 24 работы в журнале «Деревообрабатывающая промышленность». В 1992 и 2003 годах получено два патента.
Её труды по обоснованию гибких ресурсосберегающих способов раскроя и технологий производства пиломатериалов повышенного спроса представляют научную базу для решения различных эколого-социальных и научно-технических проблем, связанных с использованием лесосырьевых ресурсов Сибири.
- Баранов С. А., Ветшева В. Ф. Распиловка крупномерных бревен на заводах Сибири и Дальнего Востока/ С. А. Баранов, канд. техн. наук доц., В. Ф. Ветшева, канд. техн. наук доц. — М. : Лесная промышленность, 1966. — 61 с.
- Ветшева В. Ф. Пособие по расчету поставов: Для студентов спец. 0902. — Красноярск: КрасГУ, 1979. — 20 с.
- Ветшева В. Ф., Короткевич И. А. Оптимальный раскрой бревен: Учебное пособие. — Красноярск: СТИ, 1981. — 44 с.
- Ветшева В. Ф., Малыгин Л. Н. Переработка дровяного сырья. — М. : Лесная промышленность, 1981. — 65 с.
- Ветшева В. Ф., Горн В. А., Хлебодаров В. Н., Чанчикова З. Т. Переработка низкокачественных бревен. — М.: Лесная промышленность, 1982. — 80 с.

## Литературная деятельность
В 1998 году по заданию краевого и городского Советов ветеранов войны, труда и спорта, в соавторстве с мужем, инвалидом Великой Отечественной войны, В. Г. Луканиным опубликовала книгу «Забыть не имеем права», в которой представлены биографии 180 спортсменов-красноярцев, внёсших значительный вклад в Великой Отечественной войны. В честь 60-летия Победы в Великой Отечественной войне в 2005 году выпущена книга-трилогия «Наш XX век» о спортсменах старшего поколения.
- Луканин В. Г. Забыть не имеем права: 180 биографий из истории Красноярского спорта / В. Г. Луканин; ред.-сост. В. Ф. Ветшева. — Красноярск: Б.и., 1998. — 624 с.
- Луканин В. Г., Ветшева В. Ф. Наш XX век. Дороги памяти. Страницы истории Красноярского спорта. Красноярск: Красноярский писатель, 2007. Кн. 1. В боях за Родину; Кн. 2. Спорт и судьба; Кн. 3. Горы и люди. 453 с. 100 экз.

Также является автором нескольких книг, где выступает в защиту Г. П. Грабового и его учения.
- Ветшева В. Ф. Наука нового тысячелетия. — Красноярск: Красноярский писатель, 2006. — 84 с. 500 экз.
- Ветшева В. Ф. Человек и вселенная. Научные и социальные аспекты религиозных знаний: монография. — Красноярск: СибГТУ, 2009. — 230 с. 150 экз.

## Семья
Муж — Вениамин Григорьевич Луканин, участник Великой Отечественной войны, танкист-ас. Сын — Борис Вениаминович.

## Награды и премии
- орден Дружбы народов № 23684 (1981, за успехи в научно-педагогической деятельности)
- Медаль «За доблестный труд в Великой Отечественной войне 1941—1945 гг.»
- нагрудный знак Высшей школы «За отличные успехи в работе» (1981)
- Заслуженный работник высшей школы Российской Федерации (7 февраля 2002)